# Фрежюсский собор

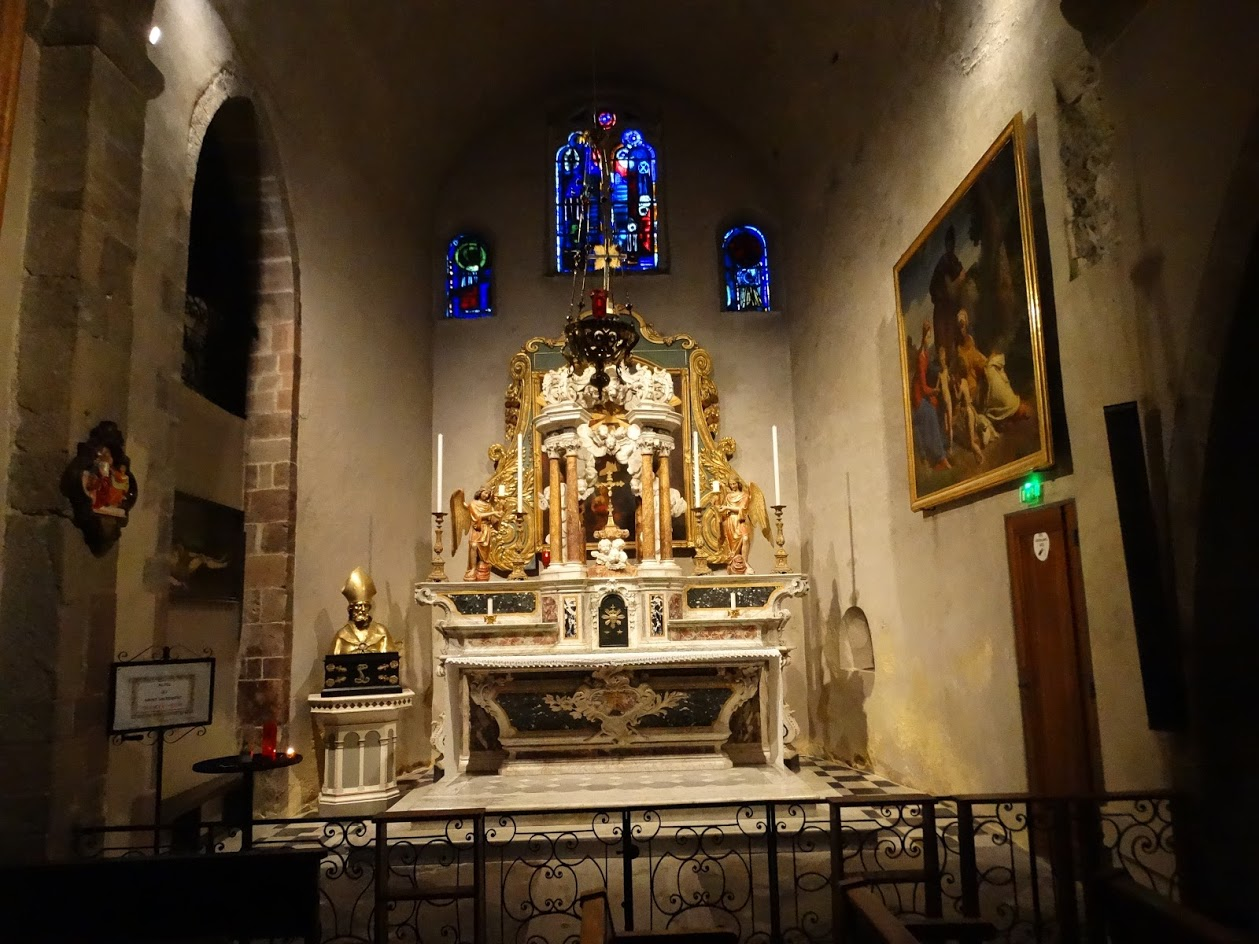
Алтарь собора

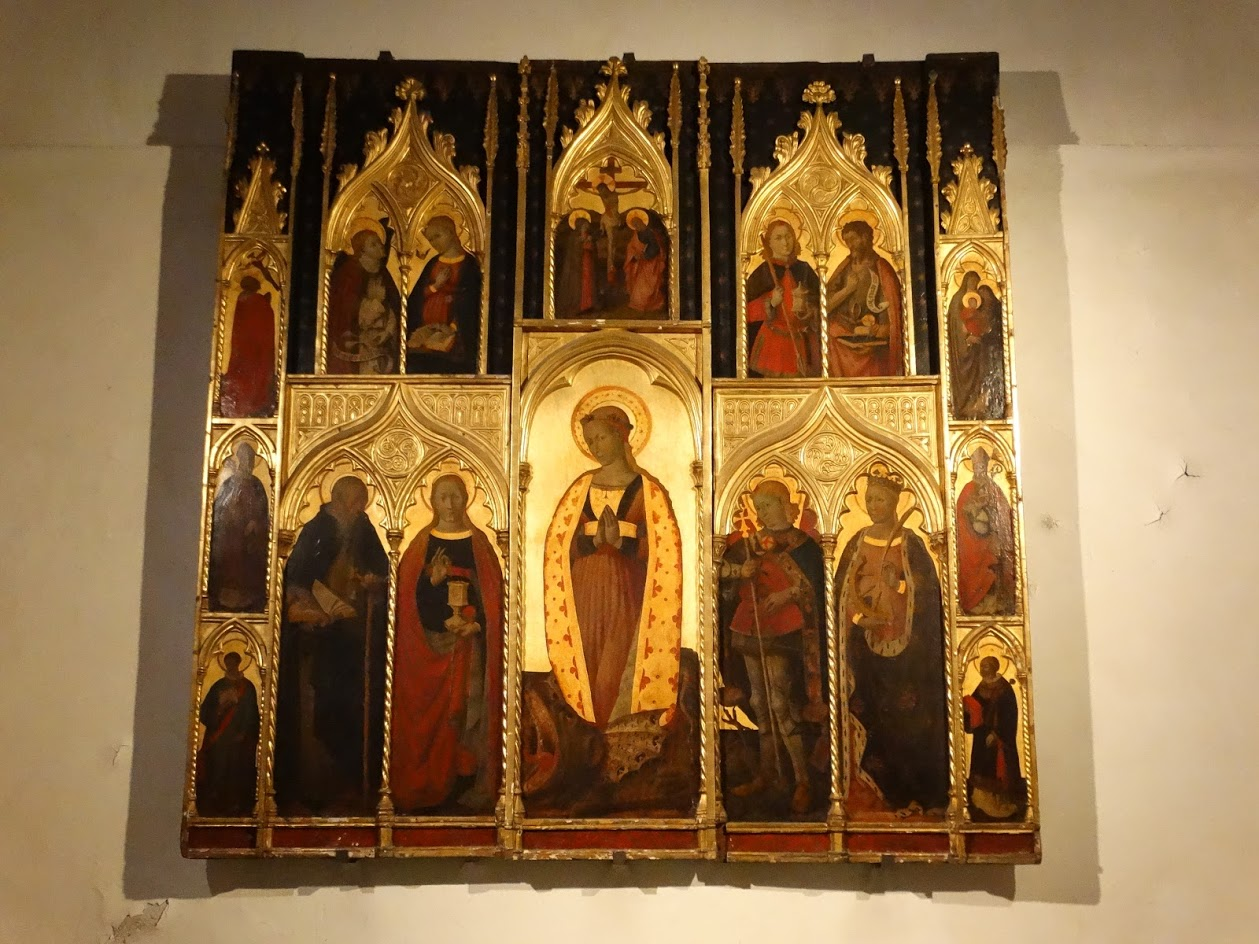
Картина Жака Дюранди

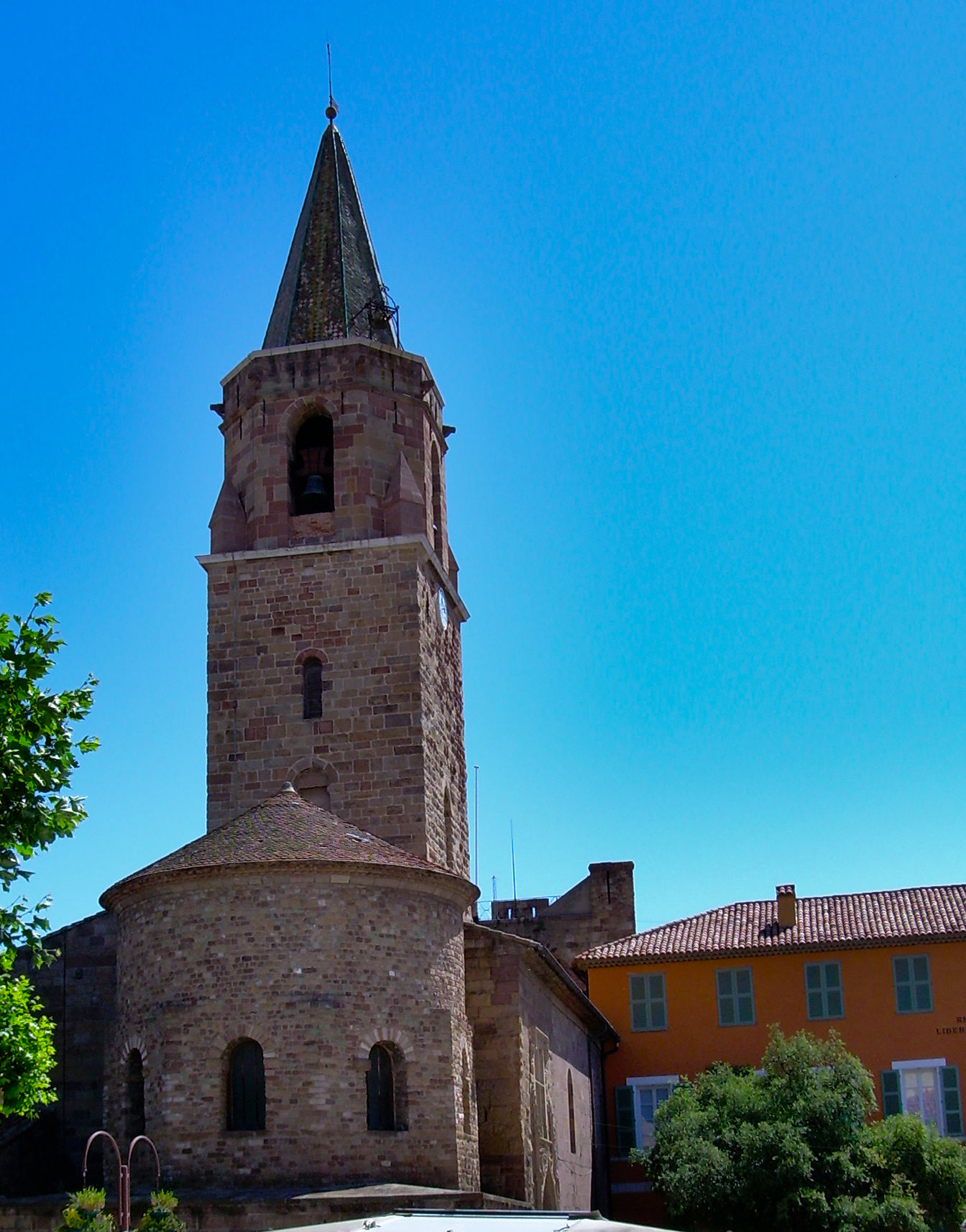
Собор Святого Леонтия Фрежюсского

Собор Святого Леонтия Фрежюсского (фр. Cathédrale Saint-Léonce de Fréjus) — кафедральный собор в городе Фрежюс.
Здание было построено ещё в V веке Леонтием Фрежюсским, собор считается одним из древнейших христианских строений не только Прованса, но и всей Франции. Собор был резиденцией епископа Фрежюсского, который в 1751 году переехал в Драгиньян. В 1957 году был образован Фрежюсско-Тулонский диоцез, кафедра которого также находится и в Тулонском соборе.
В Средневековье здание собора достраивалось и перестраивалось. С V века сохранился лишь баптистерий.